# 趙爾巽
趙 爾巽（ちょう じそん、1844年5月23日〈道光24年4月7日〉 - 1927年〈民国16年〉9月3日）は、清末民初の政治家。字は次珊、号は無補。奉天府鉄嶺県出身の漢軍正藍旗人。清末に地方官を歴任し、特に東三省総督時代は辛亥革命勢力の押さえ込みに成功した。辛亥革命後は袁世凱・段祺瑞政権下で『清史稿』編纂の主幹を担った。
父の趙文穎は進士出身だったが、地方官として赴任していた際に太平天国軍の侵攻を受け殉職している。兄は趙爾震。弟は趙爾豊・趙爾萃。弟の趙爾豊は辛亥革命の際に四川総督として成都に赴任中に革命側に殺害されている。

## 年表
- 1867年（同治6年）5月23日（旧暦4月7日）、郷試に合格し、挙人になる。
- 1874年（同治13年）、殿試に合格し、進士になる。翰林院に進んだ後、安徽省・陝西省等の按察使、甘粛省・新疆省・山西省の布政使を歴任する。
- 1902年（光緒28年）11月、山西巡撫を拝命する。
- 1903年（光緒29年）、湖南巡撫に着任する。
- 1904年（光緒30年）4月、中央に戻り戸部尚書（現在の財務大臣）に着任する。
- 1905年4月、盛京将軍として赴任する。
- 1907年3月、四川総督にも就任したため、後々の事を弟の趙爾豊を代理として任せる。
- 1907年7月、湖広総督の張之洞が軍機大臣に就任するために中央に戻ると、その後を受けて湖広総督に任命される。この期間に湖北法政学堂（後の湖北省立法科大学）を設立している。
- 1908年2月、四川総督に復帰。
- 1911年（宣統3年）3月、錫良（シリャン）の後任として東三省総督に就任、欽差大臣を兼務する。
- 1911年、中国全土で反清運動（辛亥革命）勃発。趙爾巽は省内各地に治安維持のための「奉天保安公会」を設置、地方官だけでなく民間有力者も治安維持任務の中に組み込んでいく。
- 1912年、張作霖の部隊を動員して、奉天で武力革命を企図していた反清運動家を一斉弾圧。これにより南京臨時政府との関係が悪化し、北伐軍が組織される。
- 1912年（民国元年）2月、南北和議が成立し、趙爾巽の体制はそのまま維持されることになり、民国政府から奉天都督に任命される。
- 1913年、青島に隠棲する。
- 1914年、袁世凱に清史館の館長を任される。そこで趙爾巽が中心となって『清史稿』が編纂される。
- 1925年2月、段祺瑞の北京臨時政府成立の折にはその会議の議長に推される。5月には臨時政府の参政院の参政として招聘され、参政院の院長にも指名された。
- 1927年、9月3日『清史稿』が脱稿してまもなく京都（現：北京）で逝去。

著作には『刑案新編』・『趙留守攻略』等がある。

## 趙爾巽の功績
盛京将軍に就任した時期は、義和団の乱とそれに引き続くロシアの東三省占領、さらに日露戦争に伴い行政組織や地域そのものが非常に混乱した中にあった。しかし趙は馬賊の帰順を促すなど治安の維持に力を注ぎ、さらに東三省へなだれこんでくる漢族流民への農地を確保し、財政を安定させる（領域内の収支を黒字にもちこんだといわれる）ことに成功した。また、辛亥革命時の動乱期には、帰順した元馬賊の張作霖を活用して革命派を弾圧し、東三省の治安維持に成功するなど実務家としても非常に優秀であった。趙爾巽に抜擢された張作霖は、生涯にわたって趙爾巽を師として敬い、自分の三女の張懐瞳を趙爾巽の子の趙天賜（字は世輝）に嫁がせている。
晩年は『清史稿』編纂に携わるなど学者としての側面も見せるが、動乱の時局が充分な校正時間を許さず、完成した『清史稿』には年号・人名等の誤りが多いと言われている。また、『清史稿』そのものも趙爾巽死後に発生した清史館の内紛によって流転の運命を辿る事になった。
| 先代兪廉三 | 湖南巡撫1903年 - 1904年 | 次代陸元鼎 |

| 先代鹿伝霖 | 戸部漢尚書1904年 - 1905年 | 次代張百熙 |

| 先代増祺（ヅェンキ） | 盛京将軍1905年 - 1907年 | 次代 - |

| 先代趙爾豊 | 四川総督1907年 | 次代陳夔龍 |

| 先代張之洞 | 湖広総督1907年 - 1908年 | 次代陳夔龍 |

| 先代陳夔龍 | 四川総督1908年 - 1911年 | 次代趙爾豊 |

| 先代錫良（シリャン） | 東三省総督1911年 - 1912年 | 次代（廃止） |

| 先代（創設） | 奉天都督1912年3月 - 11月 | 次代張錫鑾 |